# お元気ですか (清水由貴子の曲)
「お元気ですか」（おげんきですか）は、1977年3月1日に発売された清水由貴子のデビューシングル。

## 解説
- 歌番組等ではバックの演奏と共に、自らもフォークギターを爪弾きながら歌うというスタイルで、8.2万枚を売るスマッシュヒットとなった。
- 柏原芳恵は、1979年に日本テレビ系「スター誕生!」で同曲を歌唱し合格。その後グランドチャンピオンとなり、翌1980年にアイドル歌手として芸能界デビューとなった。
- 1990年に事務所の後輩だった国実百合がカヴァー。またそれ以前にも、清水由貴子と同じ1977年に日本でもデビューした、香港の歌手・チェルシア・チャンが「I'll tell the world I do」というタイトルで(歌詞も英語)自身のアルバムに収録している。
- 2014年には清水と同じ「スター誕生!」出身で、所属事務所・芸映の先輩でもあった岩崎宏美がカバーしている。

## 収録曲
- 両楽曲共に、作詞：阿久悠／作曲・編曲：三木たかし

1. お元気ですか（3分35秒）
2. あじさい村から（3分28秒）

## カバー
- 国実百合（1990年／シングル「北風と太陽」収録。）
- 岩崎宏美（2014年／カバーアルバム『Dear Friends VII 阿久悠トリビュート』収録。）